# Bill Gairdner
Bill Gairdner (eigentlich William Douglas Gairdner; * 19. Oktober 1940 in Oakville, Ontario; † 12. Januar 2024) war ein kanadischer Zehnkämpfer und Hürdenläufer.
1963 gewann er bei den Panamerikanischen Spielen in São Paulo Silber im Zehnkampf.
Bei den Olympischen Spielen 1964 in Tokio wurde er Elfter im Zehnkampf und schied über 400 m Hürden im Vorlauf aus.
1966 wurde er bei den British Empire and Commonwealth Games in Kingston Sechster über 440 Yards Hürden und scheiterte über 120 Yards Hürden in der ersten Runde. 1970 wurde er bei den British Commonwealth Games in Edinburgh erneut Sechster über 400 m Hürden.
Dreimal war er Kanadischer Meister über 120 Yards Hürden (1962, 1963, 1966), dreimal über 400 m Hürden bzw. 440 Yards Hürden (1964, 1966, 1971) und zweimal im Zehnkampf (1962, 1964).
Von 1973 bis 1988 war Präsident und Eigentümer des Fitness Institute in Toronto und seit 1979 Präsident und Eigentümer von Gairspar Investments Ltd. Von 1994 bis 2000 leitete er die Gairdner Foundation.

## Persönliche Bestleistungen
- 440 Yards Hürden: 51,6 s, 22. August 1971, Winnipeg (entspricht 51,3 s über 400 m Hürden)
- Zehnkampf: 6989 Punkte, 20. Oktober 1964, Tokio